# Saminé
Saminé est une localité et une commune rurale du Mali de l'arrondissement de Cinzana, dans le cercle et la région de Ségou, au centre-sud du Mali. 

## Géographie
La ville de Saminé, chef-lieu de la commune, est située sur la route locale L500 à 41 km au sud-sud-est du chef-lieu régional  Ségou. La commune comprend la ville et 5 villages sur une superficie d'environ 197 kilomètres carrés. Le fleuve Bani marque la limite sud de la commune. 

## Population
Lors du recensement de 2009, la commune rurale compte 12 082 habitants, elle est essentiellement composée de Soninkés, Peulhs, Bamanans et Somonos.

## Villages et hameaux
La commune s'étend sur 6 villages relevés lors du recensement général de 2009. 
Les villages les plus peuplés sont :
- Saminé (6 658 habitants) ;
- N'Djéla (2 424 habitants) ;
- Mantana (1 280 habitants).

Elle compte quelques hameaux : Fintiguila, Dochaï, Woulanbougou, ...
La loi 2023-007 attribue à la commune 6 villages, fractions ou quartiers :
- Saminé
- N'Djila-Est
- Mantana
- Farissouma
- Farabougou
- Djadoni